# Bugyonnovszki járás

A Bugyonnovszki járás a Sztavropoli határterületen

A Bugyonnovszki járás (oroszul Будённовский райо́н) Oroszország egyik járása a Sztavropoli határterületen. Székhelye Bugyonnovszk.

## Népesség
- 1989-ben 47 441 lakosa volt.
- 2002-ben 54 085 lakosa volt.
- 2010-ben 53 251 lakosa volt, melyből 42 972 orosz, 3689 dargin, 1834 örmény, 678 tabaszaran, 599 cigány, 489 török, 410 avar, 371 ukrán, 238 azeri, 198 német, 128 tatár, 125 csecsen, 118 udin, 108 ezid, 100 koreai, 88 nogaj, 86 fehérorosz, 80 kumik, 77 oszét, 76 lezg, 68 moldáv, 61 grúz, 42 rutul, 32 lak stb.